# Fegato di Piacenza
Il fegato di Piacenza, noto più semplicemente come fegato etrusco, è un modello bronzeo di fegato di pecora con iscrizioni etrusche, usato dai sacerdoti aruspici per le divinazioni.
Risalente al II-I secolo a.C. e dalle misure di 126 × 76 × 60 mm, il manufatto venne rinvenuto da un contadino durante l'aratura il 26 settembre 1877 nella località Ciavernasco, nei pressi di Settima, frazione di Gossolengo, in provincia di Piacenza.  È conservato nei musei civici di Piacenza, situati presso palazzo Farnese.

## Storia
I sacerdoti etruschi (aruspici) usavano questi modelli per l'interpretazione delle viscere degli animali sacrificati e ricavarne auspici sul destino (estispicina ma anche, più nello specifico, extispicina o epatoscopia). La pratica del fegato divinatorio era diffusa anche nell'antica Grecia, e, oltre che negli Etruschi, anche negli Umbri e nell'antica Roma.
Più anticamente, oggetti simili, anche se realizzati con materiali differenti, sono stati rinvenuti ad Ḫattuša, capitale degli Ittiti in Turchia, e nella valle del Tigri e dell'Eufrate.
Oltre al fegato di Piacenza, che è di epoca relativamente recente, in Italia sono stati trovati altri esempi, tra i quali il fegato di Falerii, che raffigura un fegato di pecora di terracotta, a suo tempo offerto come ex voto in un santuario di Falerii, città falisca all'interno del mondo etrusco.
Lo studioso Walter Burkert, uno dei massimi esperti del periodo orientalizzante, ritiene che la diffusione dell'epatoscopia in Grecia e in Italia sia uno degli esempi più chiari di contatto culturale nel periodo orientalizzante tra mondo occidentale e mondo orientale, e che sia dovuta a piccoli movimenti migratori di personaggi carismatici provenienti dal mondo orientale, di cui non possiamo aspettarci di trovare molte tracce archeologicamente identificabili.

## Iscrizioni

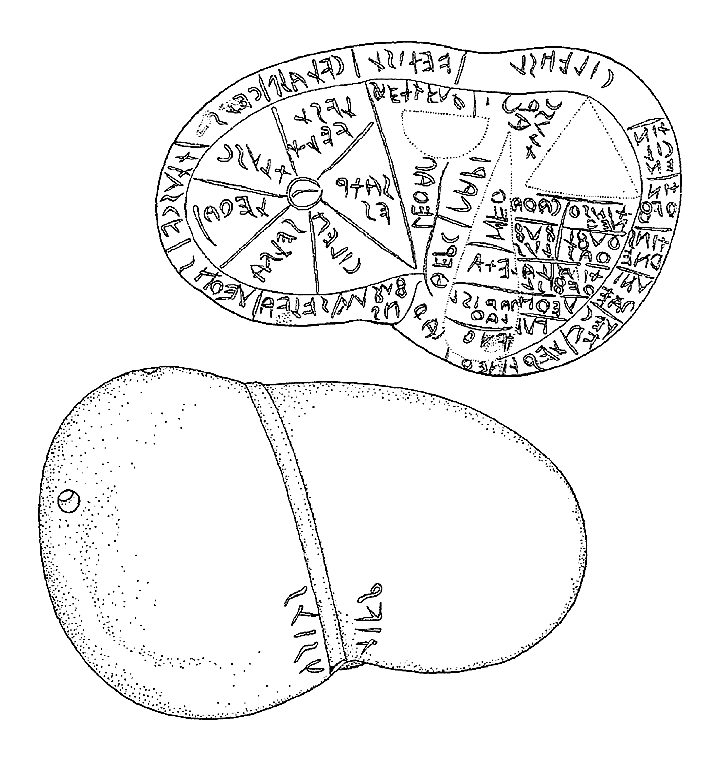
Trascrizione del modello bronzeo del fegato di Piacenza

Il fegato bronzeo si presenta suddiviso in sedici regioni marginali (che rappresentano la ripartizione della volta celeste – il templum celeste – secondo il principio etrusco) e ventiquattro regioni interne. Ciascuna regione riporta inciso il nome di una divinità (quaranta iscrizioni totali).
Nelle sedici regioni marginali sono incisi i nomi delle seguenti divinità:
- Cautha (Sol Invictus); appare in 1 casella marginale.
- Cel; appare in 1 casella marginale.
- Cilens (Fortuna); appare in 1 casella marginale.
- Cvl (su); appare in 1 casella marginale, scritto cvl alp.
- Fuflus (Bacco); appare in 1 casella marginale.
- Letham; appare in 1 casella marginale.
- Lvsa; appare in 1 casella marginale.
- Mae (Maius); appare in 1 casella marginale, con Uni.
- Nethuns (Nettuno); appare in 2 caselle marginali.
- Selvans (Silvano); appare in 1 casella marginale.
- Tecum; appare in 1 casella marginale.
- Tin (Giove); appare in 3 caselle marginali.
- Thufltha; appare in 1 casella marginale con Tin.
- Tluscv; appare in 1 casella marginale.
- Uni (Giunone) appare in 1 casella marginale, con Mae.
- Vetis (Veiove); appare in 1 casella marginale.

Nelle ventiquattro regioni interne, oltre alle divinità sopra citate, appaiono anche:
- Hercle (Eracle).
- Lar(an).
- Lasa.
- Maris (Marte).
- Metlvmth.
- Satres (Saturno).
- Tiv.
- Tul.
- Tvath.
- Usil.
- Velch(ans).

## Riproduzioni
Riproduzioni del fegato di Piacenza sono state autorizzate in due occasioni: per una casa farmaceutica di Piacenza e successivamente per una iniziativa culturale (Premio Coraggio Piacentino).
L’artista concettuale Edoardo Callegari ha realizzato una installazione dal titolo “Ut innotescat: iconemi con Centauri”, che si compone anche di una scultura del fegato etrusco realizzata in vetro di Murano in collaborazione con lo Studio Berengo. L’opera è stata esposta in una mostra personale dal 7 al 28 giugno, presso la Galleria Biffi arte di Piacenza.